# Einsatzstab Reichsleiter Rosenberg
Pour les articles homonymes, voir ERR.

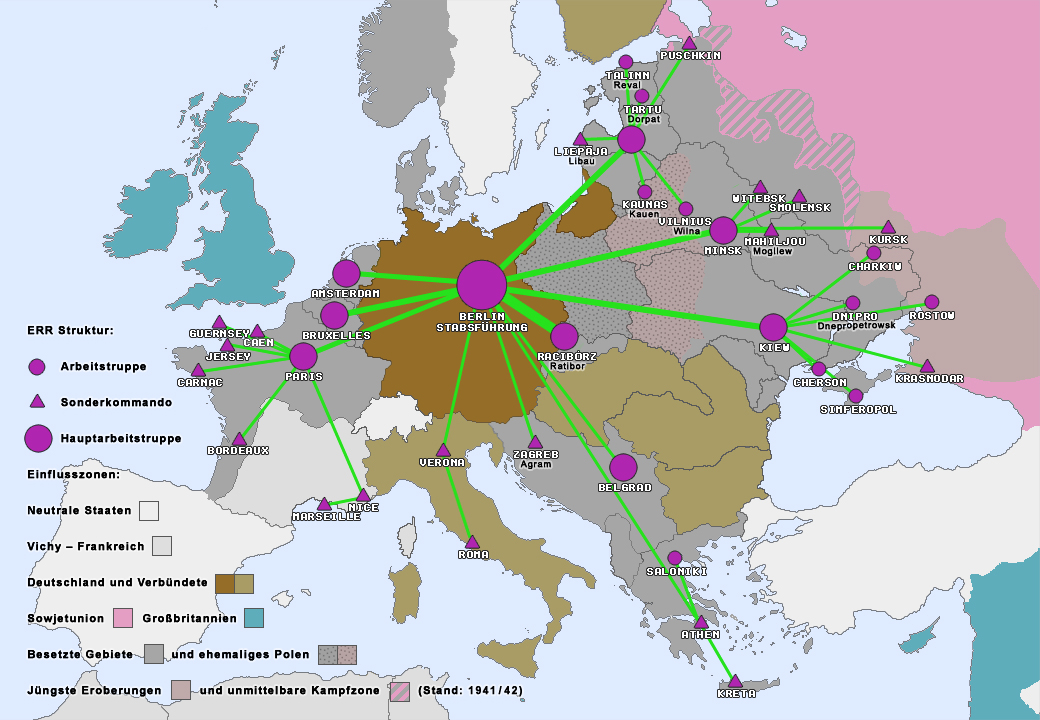
Champ d'activité de l'Einsatzstab Reichsleiter Rosenberg.

L’Einsatzstab Reichsleiter Rosenberg (ERR) (Équipe d'intervention du Reichsleiter Rosenberg) était une section du bureau de politique étrangère du NSDAP, dirigée par Alfred Rosenberg, au sein de l'Office des Affaires étrangères du NSDAP. L'ERR se voulait l'organe exécutif de la Hohe Schule (École supérieure) de Rosenberg.
L'ERR a effectué à partir de 1940 d'importantes confiscations de biens appartenant à des Juifs et des francs-maçons dans les territoires occupés par la Wehrmacht.

## Histoire
Par un décret du Führer du 15 juillet 1940, Adolf Hitler autorise l'ERR à confisquer :
- les bibliothèques d'État et les archives des manuscrits précieux pour l'Allemagne ;
- les greffes des autorités ecclésiastiques et des loges maçonniques ;
- tous les autres biens culturels de valeur appartenant à des juifs.

En juillet 1940, l'ERR a été mis en place à Paris. L'administration centrale a toutefois été transférée à Berlin le 1er mars 1941. D'avril 1941 à juillet 1944, 29 convois ont transporté des biens saisis de Paris jusqu'au château de Neuschwanstein en Allemagne, où l'ERR avait constitué son principal lieu d'entreposage. Jusqu'au 17 octobre 1944, selon l'estimation de l'ERR elle-même, 1 418 000 wagons de chemin de fer contenant des livres et des œuvres d'art (ainsi que 427 000 tonnes par bateau) ont ainsi transité vers l'Allemagne.

## L'ERR en France (à partir de 1940)
Établi à Paris en juillet 1940, il est dirigé par le baron Kurt von Behr (de) (1890-1945) assisté de Bruno Lohse (1911-2007). Des objets d'art ont été confisqués dans plus de cinquante lieux différents et exposés lors de sept expositions au Jeu de paume, surtout dans le but de montrer à Rosenberg et Hermann Göring, avec lequel l'ERR collabore étroitement à Paris, une vue d'ensemble des objets précieux confisqués. Le marchand Walter Hofer (en) est le principal agent de Göring. Achille Boitel (en), Roger Dequoy, Martin Fabiani, font partie des contacts français en lien avec Bruno Lohse.
Les bibliothèques ayant fait l'objet de saisies, dont la bibliothèque polonaise, la bibliothèque russe Tourguenev (13, rue de la Bûcherie) et les bibliothèques de nombreuses loges maçonniques parisiennes devaient alimenter la bibliothèque centrale de la Hohe Schule. 
Mi-1941, le travail de l'ERR en France était pratiquement achevé. Selon le rapport de travail, 203 collectes avaient concerné 21 903 objets. Rose Valland, attachée de conservation au Jeu de paume, a fait l'inventaire détaillé des œuvres transférées, et de leur déplacement de 1940 à 1944.
En France, pendant l'occupation de Paris, l'Einsatzstab Reichsleiter Rosenberg siège d'abord à l'hôtel Commodore (12, boulevard Haussmann) puis au 54, avenue d'Iéna.

## L'ERR en Europe de l'Est (à partir de 1941)
L'ERR a créé de nombreuses antennes en Europe de l'Est. Elle était en concurrence avec d'autres institutions nazies, notamment le Sonderkommando Künsberg et la Communauté de recherche et d'enseignement Ahnenerbe sous la tutelle de Heinrich Himmler. Les trois organisations s'occupaient en collaboration avec la Wehrmacht et la SS de détecter, de classer et d'évacuer (ou de détruire) des œuvres d'art et des archives.

## Structure de l'ERR

### Administration de Berlin
Le bureau central de Berlin, sous la direction de Georg Ebert (jusqu'en 1941) et plus tard de Gerhard Utikal (de), se divisait en trois sections : 
- département III -  missions spéciales ;
- département IIIa - organisation de la mise en sécurité des biens juifs ;
- département IIIb - gestion commerciale pour l'équipe des arts figuratifs.

### Équipes spécialisées de l'ERR en France
Sous la direction de Gerhard Utikal, des docteurs Gerhard Wunder et Karl Brethauer, de Franz Seiboth et de l'inspecteur Hans Hagemeyer (de), cinq équipes spéciales coordonnaient l'activité de l'ERR à Paris :
- équipe musique (Dr Herbert Gerigk) ;
- équipe arts figuratifs (Kurt von Behr, Robert Scholz) ;
- équipe  bibliothèque de l'École supérieure (Hohe Schule) (Walter Grothe) ;
- équipe  préhistoire (Hans Reinerth) ;
- équipe églises (Anton Deinert).

### Bureaux extérieurs
L'ERR avait des représentations à Amsterdam, Bruxelles, Belgrade, Riga, Reval, Vilnius, Dorpat, Minsk, Horki, Smolensk, Kiev, Kharkov, Dniepropetrovsk, Simferopol et Hohenschwangau.

## Bases de données ERR
En France, une base de données publiée par la Commission pour l'indemnisation des victimes de spoliations intervenues du fait des législations antisémites en vigueur pendant l'Occupation (CIVS) permet de rechercher les œuvres ayant fait l’objet de spoliation avérée ou supposée.